# Bảng tổng sắp huy chương Thế vận hội Người khuyết tật Mùa hè 2020
Bảng tổng sắp huy chương của Thế vận hội Người khuyết tật Mùa hè 2020 sẽ xếp hạng các Ủy ban Paralympic Quốc gia (NPC) tham gia theo số lượng huy chương vàng mà các vận động viên của họ giành được trong cuộc thi. Paralympic 2020 là Thế vận hội thứ 16 được tổ chức, dành cho các vận động viên khuyết tật về thể chất và trí tuệ. Thế vận hội sẽ được tổ chức tại Tokyo, Nhật Bản từ ngày 24 tháng 8 đến ngày 5 tháng 9 năm 2021 với 539 nội dung trao huy chương.
Các vận động viên đến từ Costa Rica, Ecuador, El Salvador, Montenegro và Oman đã giành được huy chương Paralympic đầu tiên. Trong đó, El Salvador và Oman chưa bao giờ giành được huy chương tại Olympic. Ngoài ra, Costa Rica, Ecuador, Ethiopia, Pakistan và Sri Lanka đã giành được huy chương vàng Paralympic đầu tiên.

## Bảng huy chương
Judo, bóng bàn và taekwondo trao hai huy chương đồng cho mỗi nội dung. Môn bóng bàn trao 2 huy chương đồng cho các vận động viên thua trận bán kết. Judo và taekwondo trao huy chương bằng hệ thống thi đấu lại để tranh huy chương đồng, theo đó các vận động viên bị loại từ vòng đầu đến bán kết bởi hai vận động viên vào chung kết sẽ tham gia lại để tranh huy chương đồng.
Hai huy chương bạc đã được trao cho hai người đồng hạng nhì trong nội dung nhảy cao nam hạng T47. Vì vậy, không có huy chương đồng nào được trao.
Hai huy chương đồng đã được trao cho hai người đồng hạng ba trong nội dung chạy 100 mét nam hạng T64.
Hai huy chương đồng đã được trao cho hai người đồng hạng ba trong nội dung bơi 100 mét tự do nữ hạng S7.
Do hai vận động viên bị truất quyền thi đấu, huy chương đồng đã không được trao trong nội dung chạy 100 mét nữ hạng T11 (nội dung này chỉ có 4 vận động viên thi đấu chung kết).
Chú thích
| Hạng                | NPC                   | Vàng | Bạc | Đồng | Tổng số |
| ------------------- | --------------------- | ---- | --- | ---- | ------- |
| 1                   | Trung Quốc            | 96   | 60  | 51   | 207     |
| 2                   | Anh Quốc              | 41   | 38  | 45   | 124     |
| 3                   | Hoa Kỳ                | 37   | 36  | 31   | 104     |
| 4                   | Ủy ban Paralympic Nga | 36   | 33  | 49   | 118     |
| 5                   | Hà Lan                | 25   | 17  | 17   | 59      |
| 6                   | Ukraina               | 24   | 47  | 27   | 98      |
| 7                   | Brasil                | 22   | 20  | 30   | 72      |
| 8                   | Úc                    | 21   | 29  | 30   | 80      |
| 9                   | Ý                     | 14   | 29  | 26   | 69      |
| 10                  | Azerbaijan            | 14   | 1   | 4    | 19      |
| 11                  | Nhật Bản              | 13   | 15  | 23   | 51      |
| 12                  | Đức                   | 13   | 12  | 18   | 43      |
| 13                  | Iran                  | 12   | 11  | 1    | 24      |
| 14                  | Pháp                  | 11   | 15  | 28   | 54      |
| 15                  | Tây Ban Nha           | 9    | 15  | 12   | 36      |
| 16                  | Uzbekistan            | 8    | 5   | 6    | 19      |
| 17                  | Ba Lan                | 7    | 6   | 12   | 25      |
| 18                  | Hungary               | 7    | 5   | 4    | 16      |
| 19                  | Thụy Sĩ               | 7    | 4   | 3    | 14      |
| 20                  | México                | 7    | 2   | 13   | 22      |
| 21                  | New Zealand           | 6    | 3   | 3    | 12      |
| 22                  | Israel                | 6    | 2   | 1    | 9       |
| 23                  | Canada                | 5    | 10  | 6    | 21      |
| 24                  | Ấn Độ                 | 5    | 8   | 6    | 19      |
| 25                  | Thái Lan              | 5    | 5   | 8    | 18      |
| 26                  | Slovakia              | 5    | 2   | 4    | 11      |
| 27                  | Belarus               | 5    | 1   | 1    | 7       |
| 28                  | Tunisia               | 4    | 5   | 2    | 11      |
| 29                  | Algérie               | 4    | 4   | 4    | 12      |
| 30                  | Maroc                 | 4    | 4   | 3    | 11      |
| 31                  | Bỉ                    | 4    | 3   | 8    | 15      |
| 32                  | Ireland               | 4    | 2   | 1    | 7       |
| 33                  | Nigeria               | 4    | 1   | 5    | 10      |
| 34                  | Nam Phi               | 4    | 1   | 2    | 7       |
| 35                  | Cuba                  | 4    | 1   | 1    | 6       |
| 36                  | Jordan                | 4    | 0   | 1    | 5       |
| 37                  | Colombia              | 3    | 7   | 14   | 24      |
| 38                  | Venezuela             | 3    | 2   | 2    | 7       |
| 39                  | Malaysia              | 3    | 2   | 0    | 5       |
| 40                  | Đan Mạch              | 3    | 1   | 1    | 5       |
| 41                  | Hàn Quốc              | 2    | 10  | 12   | 24      |
| 42                  | Thổ Nhĩ Kỳ            | 2    | 4   | 9    | 15      |
| 43                  | Indonesia             | 2    | 3   | 4    | 9       |
| 44                  | Cộng hòa Séc          | 2    | 3   | 3    | 8       |
| 45                  | Serbia                | 2    | 3   | 1    | 6       |
| 45                  | Chile                 | 2    | 3   | 1    | 6       |
| 47                  | Na Uy                 | 2    | 0   | 2    | 4       |
| 48                  | Singapore             | 2    | 0   | 0    | 2       |
| 49                  | Áo                    | 1    | 5   | 3    | 9       |
| 50                  | Thụy Điển             | 1    | 5   | 2    | 8       |
| 51                  | Hy Lạp                | 1    | 3   | 7    | 11      |
| 52                  | Kazakhstan            | 1    | 3   | 1    | 5       |
| 52                  | Phần Lan              | 1    | 3   | 1    | 5       |
| 54                  | UAE                   | 1    | 1   | 1    | 3       |
| 55                  | Costa Rica            | 1    | 1   | 0    | 2       |
| 56                  | Ecuador               | 1    | 0   | 2    | 3       |
| 57                  | Síp                   | 1    | 0   | 1    | 2       |
| 57                  | Sri Lanka             | 1    | 0   | 1    | 2       |
| 59                  | Pakistan              | 1    | 0   | 0    | 1       |
| 59                  | Ethiopia              | 1    | 0   | 0    | 1       |
| 59                  | Mông Cổ               | 1    | 0   | 0    | 1       |
| 59                  | Perú                  | 1    | 0   | 0    | 1       |
| 63                  | Argentina             | 0    | 5   | 4    | 9       |
| 64                  | Ai Cập                | 0    | 5   | 2    | 7       |
| 65                  | Croatia               | 0    | 3   | 4    | 7       |
| 66                  | Latvia                | 0    | 3   | 2    | 5       |
| 67                  | Gruzia                | 0    | 3   | 0    | 3       |
| 68                  | Hồng Kông             | 0    | 2   | 3    | 5       |
| 69                  | Bulgaria              | 0    | 2   | 0    | 2       |
| 70                  | Iraq                  | 0    | 1   | 2    | 3       |
| 71                  | România               | 0    | 1   | 1    | 2       |
| 71                  | Slovenia              | 0    | 1   | 1    | 2       |
| 71                  | Kuwait                | 0    | 1   | 1    | 2       |
| 71                  | Namibia               | 0    | 1   | 1    | 2       |
| 75                  | Việt Nam              | 0    | 1   | 0    | 1       |
| 76                  | Litva                 | 0    | 0   | 3    | 3       |
| 77                  | Bồ Đào Nha            | 0    | 0   | 2    | 2       |
| 78                  | Uganda                | 0    | 0   | 1    | 1       |
| 78                  | El Salvador           | 0    | 0   | 1    | 1       |
| 78                  | Qatar                 | 0    | 0   | 1    | 1       |
| 78                  | Bosna và Hercegovina  | 0    | 0   | 1    | 1       |
| 78                  | Đài Bắc Trung Hoa     | 0    | 0   | 1    | 1       |
| 78                  | Kenya                 | 0    | 0   | 1    | 1       |
| 78                  | Ả Rập Xê Út           | 0    | 0   | 1    | 1       |
| 78                  | Montenegro            | 0    | 0   | 1    | 1       |
| 78                  | Oman                  | 0    | 0   | 1    | 1       |
| Tổng số (86 đơn vị) | Tổng số (86 đơn vị)   | 539  | 540 | 589  | 1668    |

### Podium sweeps
Bảng sau thống kê các quốc gia có cả 3 vận động viên cùng quốc tịch giành huy chương vàng, bạc, đồng trong một nội dung thi đấu
| Ngày       | Môn       | Nội dung                | Quốc gia   | Vàng           | Bạc             | Đồng               | Nguồn  |
| ---------- | --------- | ----------------------- | ---------- | -------------- | --------------- | ------------------ | ------ |
| 27 tháng 8 | Bơi       | 50 mét bơi bướm nam S5  | Trung Quốc | Zheng Tao      | Wang Lichao     | Yuan Weiyi         | [ 11 ] |
| 28 tháng 8 | Bơi       | 100 mét bơi ngửa nữ S11 | Trung Quốc | Cai Liwen      | Wang Xinyi      | Li Guizhi          | [ 12 ] |
| 30 tháng 8 | Bơi       | 50 mét bơi ngửa nam S5  | Trung Quốc | Zheng Tao      | Ruan Jingsong   | Wang Lichao        | [ 13 ] |
| 1 tháng 9  | Bơi       | 50 mét bơi tự do nam S5 | Trung Quốc | Zheng Tao      | Yuan Weiyi      | Wang Lichao        | [ 14 ] |
| 4 tháng 9  | Điền kinh | 100 mét nữ T63          | Ý          | Ambra Sabatini | Martina Caironi | Monica Contrafatto | [ 15 ] |